# Monastero di Probota
Il monastero di Probota è un monastero situato in Romania nel villaggio omonimo sito nel distretto di Suceava. Questa regione si trova nel nord della Moldavia. Il nome di questo monastero, fondato per ordine del voivoda moldavo Petru Rareș, è di origine slava, e significa "fratellanza".
La costruzione del santuario durò dal 1530 al 1550 e fu eseguita sotto la direzione del cugino del principe moldavo, Grigorie Roșca, monaco a Probota.

## Trasformazione del monastero in necropoli principesca

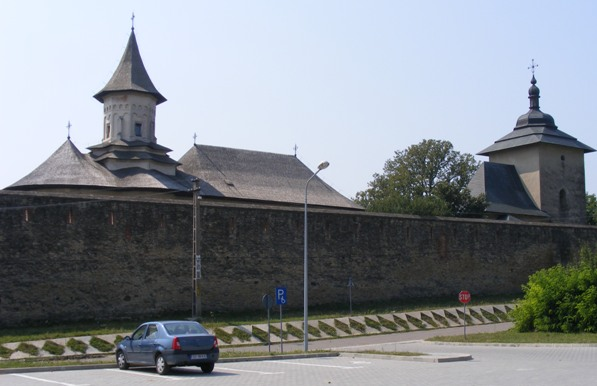
Il monasteri di Probota visto da nord

Con la costruzione di questo santuario di culto, Petru Rareș, figlio di Stefano il Grande, decise di rompere con la tradizione di famiglia e di designare il monastero come cimitero futuro per sé e i suoi successori. Questa decisione sembra esser stata poco gradita ai monaci del tempo, che lasciarono che il monastero cadesse in declino.

### Chiesa di San Nicola
Essendo stata la seconda, dipinta sulla parte esterna, del ciclo avviato dal principe (dopo la chiesa di San Giorgio di Hârlău), la chiesa di San Nicola, non poté beneficiare della piena conoscenza tecnica, da parte dei pittori, dell'arte di realizzare delle pitture capaci di resistere ai fenomeni atmosferici. Ciò portò al degrado progressivo degli affreschi finiti di dipingere nel 1532. La costruzione rispecchiava i canoni bizantini, in cui le tre absidi convergevano in una struttura centrale.
Il monastero di Probota, dedicato a San Nicola, è stato dichiarato Patrimonio dell'umanità dall'UNESCO.

### Affreschi interni
La gamma di colori utilizzati dagli artisti per le pitture all'interno della chiesa fu estremamente limitata, ma ciò non impedì a questi artigiani qualificati, di metter in risalto i dettagli e di dar vita ai personaggi e alle scene realizzate sulle pareti del santuario. In quei tempi di grande tribolazione per il popolo e il paese, nei quali tre pericoli minaccivano la loro apparente fragilità (espansione ottomana, espansione polacca e riforma protestante) il messaggio lanciato dai murales aveva un'importanza senza precedenti. Dopo la caduta di Costantinopoli (1453) la chiesa ortodossa cercò di radunare le forze per far fronte alla riaffermazione della fede. In quel periodo di rinascita spirituale fiorirono questi monumenti di fede del popolo romeno. Da questo punto si può affermare che Petru Rareș calcando le orme di suo padre Stefano il Grande, riuscì a superarlo nel risultato ottenuto.

### Affreschi esterni
L'iniziativa di dipingere le pareti esterne delle chiese dei monasteri ebbe inizio con il principe di Moldavia Petru Rareș. Iniziò a partire dalla Chiesa di San Giorgio di Hârlău nel 1530 e si concluse con il monastero di Voroneț nel 1547, per un totale di quindici monasteri moldavi adorni di affreschi di rara bellezza. Questo movimento artistico si esaurì in un periodo relativamente breve. Ci sono però due eccezioni, vale a dire le pitture all'esterno dei monasteri di Rasca e di Sucevița nel 1552 e 1596 rispettivamente. Purtroppo, gli affreschi esterni del monastero di Probota non si conservarono bene come quelli di Rasca, mentre si sono invece conservati, quasi per intero, gli affreschi esterni dei monasteri di Voroneț e Sucevița.

#### Portico
Per la prima volta sui muri di una chiesa moldava venne dipinto "Il giudizio universale". Le finestre gotiche creano un inquietante contrasto con gli affreschi all'interno, e permettono alla luce di penetrare con parsimonia, chiedendo allo spettatore uno sforzo di immaginazione, giocando sulle creature innaturali del dipinto. L'espansione del ruolo di questo portico, sta nel simbolismo che lo fa divenire un semplice cancello, l'ingresso a un altro universo.